# 伊朗社会主义工人党
伊朗社会主义工人党（羅馬化：Ḥezb-e kārgarān-e sūsīālīst-e Irān）是伊朗的一个非法的小型托洛茨基主义政党，目前流亡于英国。
该党成立于1979年1月22日，由两个在国外活动的托派组织合并而成。其中一个是“托派分子”组织，于1960年代由在英国伦敦学习的伊朗学生建立，是伊朗历史上第一个托派组织。另一个组织是巴巴克·扎赫拉伊在美国社会主义工人党的帮助下于美国建立的。这两个组织原本都不知道对方的存在，后在第四国际的牵线下，走向联合。
该党的人数很少，且鲜有活动，在伊朗左翼中的影响极小。